# Tiroloscia squamata
Tiroloscia squamata is een pissebed uit de familie Philosciidae. De wetenschappelijke naam van de soort is voor het eerst geldig gepubliceerd in 1938 door Karl Wilhelm Verhoeff.